# 墨尔本胜利足球俱乐部
墨尔本胜利足球俱乐部（英文：Melbourne Victory FC）是澳洲維多利亞州墨爾本的一支職業足球隊，現時於澳大利亞職業足球聯賽（Hyundai A-League）中作賽。勝仗隊比賽的平均入場人數是澳大利亞職業足球聯賽之冠，更屢創入場人數紀錄。勝仗隊更於2006-2007年球季奪得聯賽冠軍和季後賽冠軍，成為澳大利亞職業足球聯賽首支（至2008年為止亦是唯一一支）雙料冠軍球隊。2009年2月28日再次獲得2008-2009年球季冠軍，取得三連冠。
俱乐部同时拥有墨尔本胜利女子足球队，参加澳洲女子足球聯賽。

## 歷史
澳洲足球協會於2004年改革澳洲的最高級別足球聯賽，由澳洲甲組足球聯賽取代原有的全國足球聯賽（National Soccer League）。澳洲足協亦於當時通過將澳洲甲組足球聯賽在墨爾本的代表權交予勝仗隊。勝仗隊背後由Belgravia Leisure公司支持，而該公司的主席及首席執行官佐夫·劳德亦成為球隊的首任主席。此外，前澳洲國腳加里·高爾獲任為球隊經理，而欧内斯特·梅里克則被委任為主教練。現任澳洲國腳阿奇·汤普森是首位簽約勝仗隊的球員，而另一位前澳洲國腳凯文·马斯凯特和另外兩名國外球員亦加盟勝仗隊。
首季作賽 2005–06年球季
球隊在A-League首季作賽的表現頗為失色，全年排名倒數第二，是聯賽七支澳洲球隊中表現最差的（排榜尾的騎士隊來自紐西蘭）。其中以5-0狂胜FC悉尼较为出色。
2006–07年球季
勝仗隊在2006-2007年球季的表現卻大為改善。主教练签下三名巴西球员亚历桑德罗, 考丁荷, 费特。另外从苏超邓迪联签下前曼联青训格兰·比贝拿。球队更在季中将主场从奥林匹克公园体育馆迁移到澳大利亞電訊巨蛋（现名阿提哈德航空体育场）。勝仗隊的出色表现带来了首个常规赛冠军，更在季候赛决赛以6-0狂胜阿德莱德联队成为首支澳洲甲組足球聯賽雙料冠軍。并在来季与阿德莱德联队代表澳大利亚竞技亚洲冠军联赛。
2007–08年球季
基于联赛球员薪水制(Squad and salary cap)，球队不得不把表现出色的费特出售至华盛顿特区联。并从阿拉胡埃伦斯租借卡洛斯·靴南迪斯两年，并签下澳洲國腳陆治波·米利斯域。本季球队表现下滑，不但未能卫冕（常规赛第五名），更无法竞技季候赛（需常规赛前四名球队）。亚洲冠军联赛则止步于小组赛。
2008–09年球季
勝仗隊向白蘭恩租借澳洲國腳迈克尔·菲华迪，签下哥斯达黎加世界杯球员洛佩斯与效力泰联春武里前锋尼尔·法比亚诺。胜仗队于澳洲甲組足球聯賽联赛挑战杯决赛0-0以8-7点球成绩击败惠靈頓鳳凰隊而获得冠军。随后以得失球成绩压过同分的阿德莱德联队成为常规赛冠军。季候赛决赛 59 分钟，中场汤姆·邦迪尔查克射入全场唯一入球击败死敌阿德莱德联队成为冠军。并成为首支澳洲甲組足球聯賽三冠王。并在来季再次与阿德莱德联队代表澳大利亚竞技亚洲冠军联赛。在2008年1月11日與惠靈頓鳳凰隊交鋒時射入的第一球是該隊第 100 個入球，亦令勝仗隊成為澳洲甲組足球聯賽首支射入 100 球的球隊。
2009–10年球季
进入第五个赛季的勝仗隊在赛季初作出了不少的更动。史提·宾特尼迪斯在约满后加盟首次参赛黃金海岸聯，塞巴斯蒂安简·怀柯加盟悉尼FC，租借期满离队的迈克尔·菲华迪再次由白蘭恩以租借方式加盟黃金海岸聯。另外约满的首席门将迈克尔·迪奥里瓦斯则离队加盟诺里奇城，丹尼尔·柯苏普加盟阿賴恩，洛佩斯则被终止租约离队。另一方面，勝仗隊首先由惠靈頓鳳凰隊购入新西兰首席们将格伦·摩斯，再由泰联春武里以引进泰国国脚苏拉特·苏卡哈。另外由少年队晋升马修·迪奥多尔和马修·福斯奇尼。以租借身份效力了两季的中心球员卡洛斯·靴南迪斯也正式签约加盟。另外分别再由墨爾本騎士足球會和布里斯班獅吼购入马特·杜甘治斯和罗比·库如斯。从埃雷迪亚诺体育俱乐部租借马文·安古路来替补秋季开赛不久受伤且缺席整个赛季的比利·塞莱斯基。另外在签入泰国国脚苏提·苏克索姆科特为九场的客串球员。
勝仗隊在开季初的表现差强人意，首五场联赛只取得一胜二和二败。但于第六轮以2-0客场战胜阿德莱德联后表现出卫冕冠军的气势，其中一4-3客场打败夺冠热门的黃金海岸聯。胜仗队在季末频频出现伤兵，导致表现大幅度下滑。最终以一分之差位喜居联赛亚军，卫冕失败。
2014 - 2015赛季
2015年5月17日在墨尔本AAMI球场举行的2014-2015赛季澳超联赛总决赛中，常规赛冠军墨尔本胜利队凭借主场优势，以3：0完胜悉尼FC队，历史上第三次问鼎澳超联赛总决赛冠军。
总决赛的落幕标志着本赛季澳超联赛正式结束，墨尔本胜利队成为常规赛和总决赛双料冠军，与悉尼FC队一并获得2015－2016赛季亚冠联赛小组赛参赛资格，阿德莱德联队获得资格赛参赛资格。

## 球衣
A-League

|         |
| 2005–07 |

|         |
| 2007–11 |

|         |
| 2011–13 |

|         |
| 2013–15 |

|         |
| 2015–16 |

|              |
| 2016–present |

亞足聯冠軍聯賽

|         |
| 2008–11 |

|         |
| 2013–14 |

|         |
| 2015-16 |

## 主場

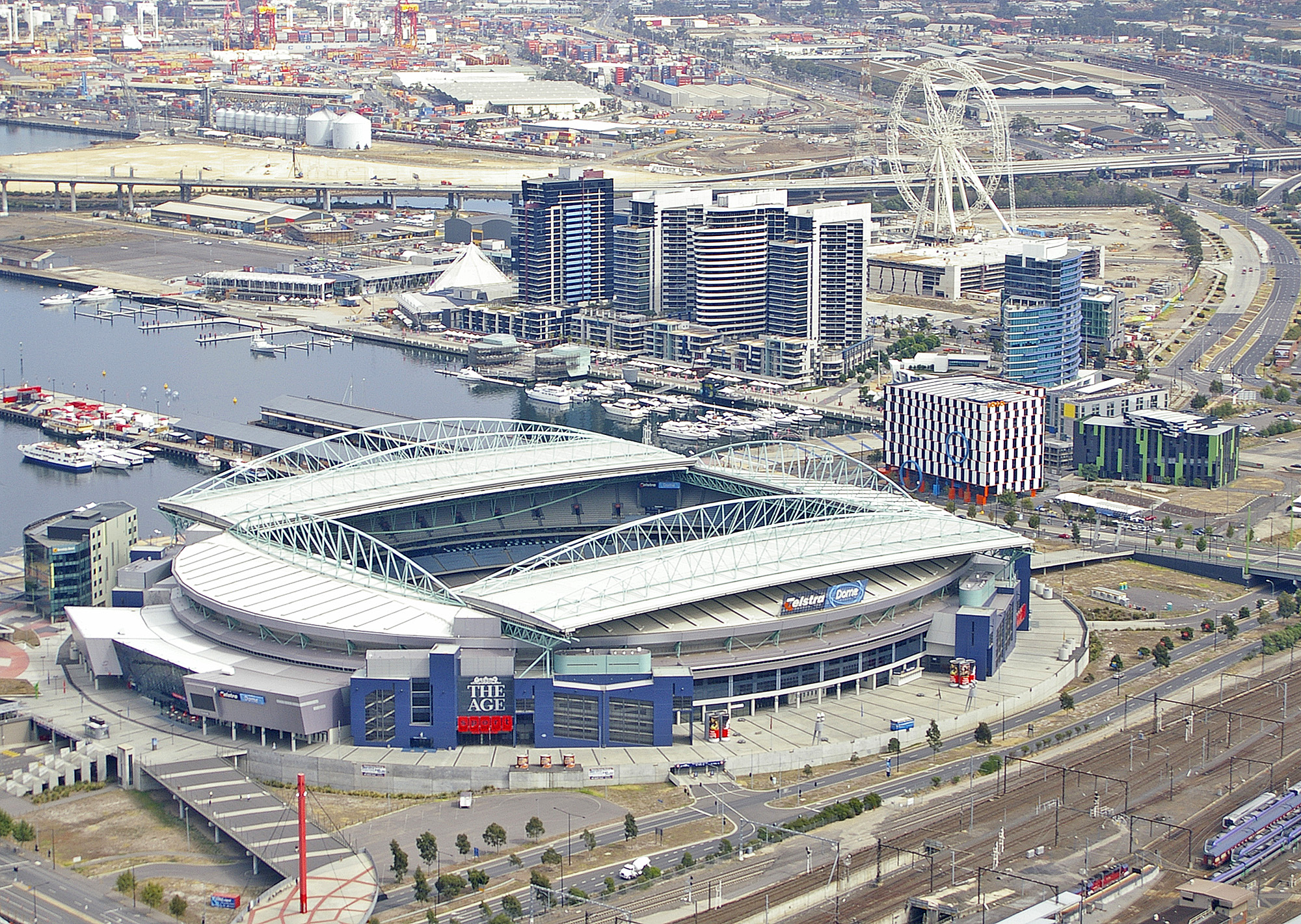
勝仗隊現時的主場－Telstra Dome

勝仗隊在A-League首季的主場是位於墨爾本的奧林匹克公園體育館（Olympic Park Stadium）。該體育館是墨爾本在舉辦1956年奧運會時所興建的，已有半世紀歷史，而且只有東邊和西邊設有座位，其餘兩邊則只設站立看台。
2006年9月2日勝仗隊對悉尼足球俱樂部的一場比賽移師Telstra Dome舉行，吸引了39,730名觀衆入場，並破了當時的入場紀錄。有見及此，勝仗隊宣佈將七場主場賽事遷至Telstra Dome舉行；餘下一場比賽因與罗比·威廉斯的演唱會撞期而保留在奧林匹克公園體育館舉行。Telstra Dome舉行足球賽事時可容納56,347名觀衆，遠比奧林匹克公園體育館的容量為大，令不少人質疑勝仗隊的賽事能否保持一定數目的入場人數，但該季的平均入場人數仍一直上升至超過27,000人。該季總決賽由勝仗隊主場迎戰阿德萊德聯隊更加全場爆滿。
另一方面，維多利亞州政府現正計劃於奧林匹克公園體育館附近興建一座新的正方形體育館（暫名墨爾本正方形體育館），以供足球及欖球賽時之用。該體育館的容量最初定為20,000人（可擴展至25,000人），並原定於2008-09年球季開鑼前落成啓用。但是勝仗隊卻認為容量太少，而不肯承諾會在新體育館内舉行主場賽事。州政府因此修改計劃，將容量提升至31,000人（可擴展至50,000人）。勝仗隊於2007年5月23日簽約，成為新體育館的其中一名租戶。新體育館預料於2009年尾落成；勝仗隊於2009-10年球季將有數場主場賽事保留在Telstra Dome舉行，其餘的主場賽事將移師至新體育館。

## 球隊目前陣容
| 編號     | 國籍     | 球員名字                                | 位置     | 出生日期       |          |          |          |
| 守 門 員 | 守 門 員 | 守 門 員                                | 守 門 員 | 守 門 員       | 守 門 員 | 守 門 員 | 守 門 員 |
| -------- | -------- | --------------------------------------- | -------- | -------------- | -------- | -------- | -------- |
| 20       | 澳大利亚 | 保罗·伊佐（Paul Izzo）                  | 門將     | 1995年1月6日   |          |          |          |
| 30       | 澳大利亚 | Ahmad Taleb                             | 門將     | 2002年12月4日  |          |          |          |
| 40       | 澳大利亚 | 克里斯蒂安·西西里亚诺                   | 門將     | 2003年7月11日  |          |          |          |
| 後 衛    |          |                                         |          |                |          |          |          |
| 2        | 澳大利亚 | 贾森·杰里亚（Jason Geria）              | 后后卫   | 1993年5月10日  |          |          |          |
| 3        | 科特迪瓦 | 阿當馬·查奧爾（Adama Traoré）           | 左后卫   | 1990年2月3日   |          |          |          |
| 5        | 法國     | 达米安·达席尔瓦                         | 中后卫   | 1988年5月17日  |          |          |          |
| 14       | 澳大利亚 | 康納·查普曼                             | 中后卫   | 1994年10月31日 |          |          |          |
| 15       | 北馬其頓 | 马修·博津诺夫斯基                       | 中后卫   | 2001年1月5日   |          |          |          |
| 16       | 澳大利亚 | 斯蒂芬·尼格罗                           | 右后卫   | 1996年8月10日  |          |          |          |
| 21       | 葡萄牙   | 罗德里克·米兰达                         | 中后卫   | 1991年3月30日  |          |          |          |
| 28       | 澳大利亚 | Franco Lino                             | 左后卫   | 2005年8月26日  |          |          |          |
| 29       | 澳大利亚 | 约书亚·因赛拉                           | 中后卫   | 2005年1月21日  |          |          |          |
| 中 場    |          |                                         |          |                |          |          |          |
| 4        | 西班牙   | 拉伊·马昌                               | 后腰     | 1993年8月11日  |          |          |          |
| 6        | 澳大利亚 | 列治·布洛斯咸（Leigh Broxham）          | 后腰     | 1988年1月13日  |          |          |          |
| 7        | 澳大利亚 | 克里斯·伊科諾米迪斯（Chris Ikonomidis） | 边锋     | 1995年5月4日   |          |          |          |
| 8        | 法國     | 齐内丁·马沙什                           | 中场     | 1996年1月5日   |          |          |          |
| 18       | 澳大利亚 | 法比安·蒙日                             | 中场     | 2001年7月12日  |          |          |          |
| 22       | 澳大利亚 | 杰克·布里默                             | 前腰     | 1998年4月3日   |          |          |          |
| 23       | 澳大利亚 | 内森·康斯坦多普洛斯                     | 前腰     | 1996年6月26日  |          |          |          |
| 24       | 澳大利亚 | 伊莱·亚当斯                             | 前腰     | 2002年3月12日  |          |          |          |
| 25       | 澳大利亚 | 瑞恩·蒂格                               | 后腰     | 2002年1月24日  |          |          |          |
| 27       | 澳大利亚 | 佐迪·瓦拉登                             | 中场     | 2003年3月4日   |          |          |          |
| 前 鋒    |          |                                         |          |                |          |          |          |
| 10       | 澳大利亚 | 布鲁诺·福纳罗利                         | 前鋒     | 1987年9月7日   |          |          |          |
| 11       | 澳大利亚 | 本·弗拉米                               | 边锋     | 1999年6月8日   |          |          |          |
| 17       | 澳大利亚 | 尼尚·维鲁皮莱                           | 边锋     | 2001年5月7日   |          |          |          |
| 19       | 澳大利亚 | 丹尼爾·阿爾扎尼（Daniel Arzani）        | 边锋     | 1999年1月4日   |          |          |          |

## 前著名球员
| 澳洲 - 柯蘇普 - 艾迪安卡沙利斯 - 基利高域 - 米利斯域 - 賓特尼迪斯 - 柏達菲達 - 派奧高斯基 - 迪奧里托斯 - 施維特 - 蘭加勒克 |  | 奧地利 - 基斯比希拿 比利時 - 卡爾斯 巴西 - 阿歷山路 - 尼爾法比安奴 - 費特 - 李安路路維 |  | 哥斯達黎加 - 盧比斯 英格蘭 - 基蘭 - 占士羅賓遜 泰國 - 蘇蒂 |  |  |

## 榮譽
- 澳洲甲組足球聯賽常規賽冠軍：2006/07年，2008/09年，2014/15年
- 澳洲甲組足球聯賽常規賽亚軍：2009/10年，2016/17年
- 澳洲甲組足球聯賽季後賽冠軍：2006/07年，2008/09年，2014/15年，2017/18年
- 澳洲甲組足球聯賽联赛挑战杯: 2008/09年
- QNI 北昆士兰挑战赛冠军澳洲甲組足球聯賽: 2006年
- 澳洲足總盃冠軍: 2015年
- 市长杯冠军: 2007年

## 外部連結
- Melbourne Victory （页面存档备份，存于） - 俱乐部网页
- Hyundai A-League （页面存档备份，存于） - 现代甲级联赛网页